# Славатыче (гмина)
Славатыче (пол. Sławatycze) — сельская гмина (волость) в Польше, входит как административная единица в Бяльский повет, Люблинское воеводство. Население — 2608 человек (на 2004 год).

## Сельские округа
1. Яблечна
2. Кшивовулька
3. Кшивовулька-Колёня
4. Лишна
5. Мосцице-Дольне
6. Новосюлки
7. Паросля
8. Пниски
9. Саювка
10. Славатыче
11. Славатыче-Колёня
12. Теребиски
13. Занькув

## Соседние гмины
1. Гмина Ханна
2. Гмина Кодень
3. Гмина Тучна
4. Белоруссия
5. Буг